# Batalla de Arbalo
La batalla de Arbalo fue un enfrentamiento militar librado en el 11 a. C., entre las tribus germánicas y las legiones del Imperio romano, con victoria de estas últimas.

## Antecedentes
En el 12 a. C., después que el emperador romano Augusto volviera a Roma, las tribus germanas de los sicambrios, usípetes y téncteros, aprovechando el malestar de los galos con la administración romana, cruzaron el Rin pero fueron fácilmente repelidos. Dion Casio dice que el comandante romano a cargo, pretor y cuestor Nerón Claudio Druso, pasó por las islas de los bátavos (probablemente sus aliados) y devastó las tierras de los usípetes y sicambrios. Con su flota recorrió el Rin hasta llegar al mar del Norte por el canal que construyó, la Fossa Drusi, para convencer a los frisones de aliarse con Roma y atacar a los caucos, salvándose de un naufragio por ayuda de los frisones y volviendo a sus cuarteles invernales. Floro, en cambio, afirma que Druso fue contra los usípetes, luego contra los téncteros y los catos (podrían ser los caucos por alcance de nombre), sometiéndolos a todos.
Al llegar la primavera del 11 a. C., Druso volvió a cruzar la frontera, esta vez invadió a los usípetes, a los que subyugó. Luego cruzó el Lupia ( Lippe), cruzando sin ser detectado el territorio de los sicambrios (que estaba ocupados luchando con los catos, la única tribu que no se sumó a su alianza antirromana) y siguió contra los queruscos hasta llegar al Visurgis (Weser). Quería cruzar ese río, pero llegó el invierno y le faltaban las provisiones. Al parecer, vio un enjambre de abejas cerca de su campamento, que él interpretó como un mal augurio. Tras estos ataques, los queruscos, sicambrios y suevos (que incluían a los marcomanos y hermunduros) capturaron y crucificaron a veinte centuriones para jurarse lealtad mutuamente.

## Batalla

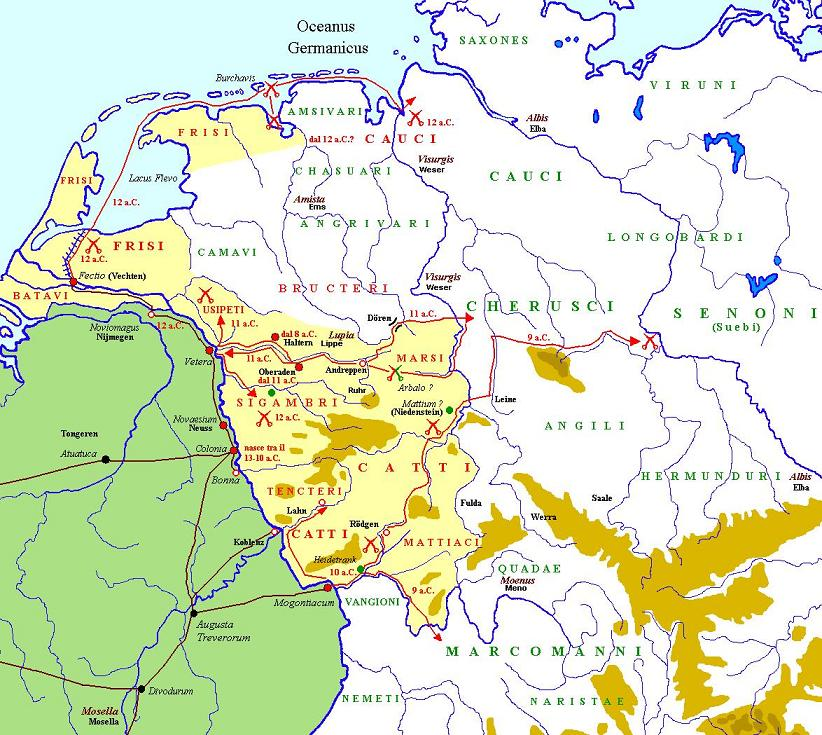
Mapa de las campañas de Druso en Germania.

Druso volvió hacia sus cuarteles invernales bajo el constante acoso de los germanos. Los germanos se repartieron el botín en caso de vencer: caballos para los queruscos, oro y plata para los suevos y cautivos para los sicambrios.
Finalmente, en Arbalo un estrecho paso rodearon y casi masacraron a los romanos, pero el general ordenó a sus atacar al enemigo cuando estaba lanzando el asalto final, tomando a los germanos en completo desorden y dispersándolos. Tras esto construyó un campamento para guarecerse y siguió su camino al Rin con el enemigo acosándolo a distancia. Luego, en el punto donde los ríos Lupia y Eliso se juntan construyó otro campamento, probablemente el fuerte de Aliso (actual Haltern am See), y uno más a orillas del Rin, en territorio de los catos.
Hizo numerosos cautivos que se vendieron como esclavos, además de botín, ganado y caballos. Se dieron por subyugados los queruscos, téncteros, caucos y otros pueblos. Tras esto recibió honores triunfales y poderes de procónsul. Se celebraron festivales y sacrificios de animales en honor a sus éxitos y el cumpleaños de Augusto. Se construyeron fuertes a lo largo de los ríos Meuse (Mosa), Albis y Visurgis para asegurar la provincia, aparte de cincuenta a orillas del Rin, que también contaba con un puente frente al fuerte de Bonna (Bonn) y una flota para asegurar las comunicaciones, la Classis Germanica. También construyó el primer camino que cruzaba el bosque Hercínico.

## Consecuencias
En el 10 a. C. Augusto envió al hermano mayor de Druso, Tiberio Claudio Nerón, a la Galia mientras Druso atacaba a los catos, que se habían unido a los sicambrios para refugiarse en los bosques. El ejército romano destruyó todo lo que encontró a su paso. Finalmente, ambos hermanos regresaron a Roma.
Un año después, Druso invadía por primera vez a los poderosos catos, llegando territorio de los suevos. Conquistó esas tierras con dificultad tras vencer en reñidas batallas. Siguió el Visurgis hasta llegar al Albis (Elba), río nunca antes visto por un romano, devastando todo a su paso. Dicho río nace en las montañas Vandálicas (Sudetes) y llega al Océano Germánico (mar del Norte). Druso intentó sin éxito cruzarlo y se retiró tras construir un monumento sobre una colina adornado con las armas de los marcomanos como trofeos.
Casio cuenta que, durante esta expedición, el general romano se encontró con una mujer de tamaño sobrehumano que le dijo: «¿Adónde vas, o estás apurado, insaciable Druso? No está predestinado que mires todas estas tierras, sino que te vayas, porque el final por igual de tus trabajos y de tu vida está a la mano». Druso creyó que era una divinidad y volvió a sus cuarteles invernales, pero Casio dice que enfermó y murió antes de llegar al Rin. Poco antes de su muerte, lobos aullaban y merodeaban en los alrededores de su campamento, se vieron dos jóvenes jinetes cabalgando en medio de éste, se escucharon lloriqueos de mujeres y se vieron estrellas fugaces en los cielos.
Augusto, sabedor de la enfermedad de su general, envió a Tiberio, quien lo encontró aún vivo pero lo llevó ya cadáver a Roma. Este último había viajado 200 millas diarias desde Ticinum para reunirse con su hermano agónico. El Senado, en honor a sus victorias, le dio a él y sus descendientes el cognomen de Germanicus.  Las campañas germanas continuaron, el emperador deseaba cumplir con los deseos de su padre adoptivo, Cayo Julio César, quien proyecto dicha conquista.
Se ha comparado por sus similares condiciones con la batalla del bosque de Teutoburgo, destacando que la situación de Druso «no era peor ni mejor» que la vivida por Publio Quintilio Varo, con las comunicaciones cortadas, el ejército ralentizado por su tren logístico, en un territorio sin senderos bajo la lluvia otoñal y a días de marcha de sus bases. En ambas situaciones la calidad de los soldados y el comando de sus generales fueron decisivo, resultando de formas muy distintas.

### Primaria
- Dion Casio. Historia romana. Libros 54 y 55. Digitalizado por UChicago. Basado en el volumen VI de edición de Loeb Classical Library, traducción griego antiguo-inglés por Earnest Cary, Harvard University Press, 1917.
- Gayo Plinio Segundo. Historia natural. Libro 11 digitalizado por UChicago. Basado en edición de Karl Mayhoff, en latín, edición de Teubner, 1909. Véase también la versión de Perseus. Basada en traducción latín-inglés por John Bostock, Londres: Taylor and Francis, 1855.
- Lucio Aneo Floro. Epítome. Libro 2. Digitalizado por UChicago. Basado en la obra de 1929, por la Loeb Classical Library, traducción latín-inglés y edición por E. S. Forster.
- Suetonio. El divino Claudio. Libro 5 de Vidas de los doce césares. Digitalizado por UChicago. Basado en traducción latín-inglés por J. C. Rolfe, Loeb Classical Library, 1913. Véase también versión digitalizada por Perseus. Basado en edición y traducción latín-inglés por J. Eugene Reed & Alexander Thomson, Filadelfia: Gebbie & Co., 1889.
- Tácito. Anales. Libros 2 y 3. Digitalización en Google Books. Basada en traducción latín-inglés, notas e introducción por A. J. Woodman, Hackett Publishing, 2004. Véase versiones completas de:
  - Digitalización de Perseus. Traducción latín-inglés por Alfred John Church, edición de William Jackson Brodribb & Sara Bryant, Nueva York: Random House, 1942.
  - Digitalización de UChicago. Basada en traducción latín-inglés por J. Jackson, volumen III de Loeb Classical Library, 1931.
- Tito Livio. Periocas. Véase libro 140 Archivado el 4 de diciembre de 2018 en Wayback Machine.. Versión digitalizada en 2003 por Livius.org. Basada en The Latin Library corregida con la edición de Paul Jal, Budé-edition, 1984. Traducción latín-inglés por Jona Lendering & Andrew Smith. Es un índice y resumen de una edición del siglo IV de su obra Ab Urbe condita (hoy mayormente perdida).
- Valerio Máximo. Hechos y dichos memorables. Libro 5. Digitalizado por Perseus. Basado en edición latina de Karl Friedrich Kempf, Leipzig: Teubner, 1888.

### Secundaria
- Mommsen, Theodor (1906). The Provinces of the Roman Empire: From Caesar to Diocletian. Tomo I. Ed. Macmillan. Traducción alemán-inglés por William Purdie Dickson.